# Museo de Dinosaurios
El Museo de Dinosaurios de Salas de los Infantes (Burgos, España) es un centro perteneciente al Ayuntamiento de Salas de los Infantes e integrado en el Sistema de Museos de la Junta de Castilla y León. Está dedicado al estudio, conservación y difusión del patrimonio arqueológico y paleontológico de la Sierra de la Demanda burgalesa.

## Historia
El Museo de Dinosaurios nació en 2001, después de que el Colectivo Arqueológico-Paleontológico Salense (CAS) donara su colección de arqueología y paleontología al ayuntamiento de Salas de los Infantes (Burgos). El colectivo lleva desde 1975 desarrollando una labor de investigación, difusión y puesta en valor del patrimonio paleontológico de la comarca salense. 
En el año 2004, nació la Fundación para el Estudio de los Dinosaurios en Castilla y León cuyos fines principales están dirigidos a promocionar, gestionar y divulgar el Museo de Dinosaurios de Salas de los Infantes, y con ello, el rico patrimonio arqueológico de la zona. Desde 1999, Salas organiza las Jornadas Internacionales sobre Paleontología de Dinosaurios.

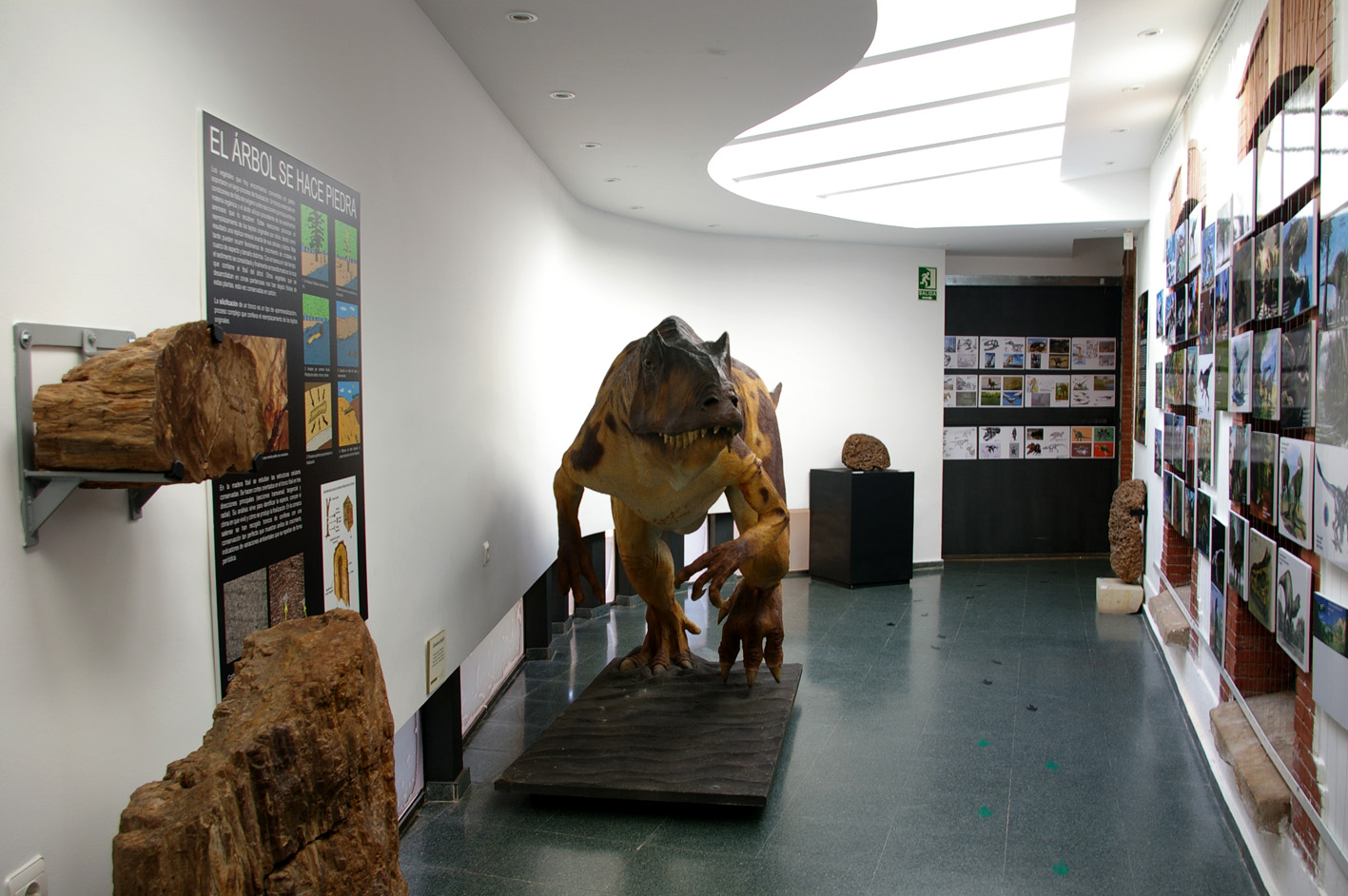
Detalle sala de paleontología

Desde 2006 es reconocido por la Junta de Castilla y León como museo, con lo que se integró en el Sistema de Museos de la comunidad autónoma, un paso decisivo para la consolidación de la instalación museística. 

## Colección
Los restos datan principalmente del Cretácico inferior, hace unos 140-120 millones de años, pero también los hay algo más antiguos, de finales del periodo Jurásico, y otros fósiles datados a finales del Cretácico, cerca de la extinción de los dinosaurios.
Fósiles de pequeños fitófagos (comedores de plantas) corredores y ágiles como el hipsilofodonte. Se conserva una gran cantidad de restos de todo su esqueleto, caracterizado por la esbeltez de cuerpo y extremidades, y por disponer de una cola rígida a base de tendones osificados que envolvían las vértebras caudales, lo que le daba estabilidad durante la carrera. Están presentes dientes  pertenecientes a un pequeño dinosaurio fitófago no descrito en el resto del Cretácico inferior europeo. El Museo de Salas guarda una de las más variadas colecciones europeas de estos pequeños dinosaurios.
Del grupo de los tireóforos se exponen espinas defensivas de un dinosaurio acorazado llamado Polacanthus, de gran importancia científica ante la escasez en el registro fósil europeo de este dinosaurio.
De otro tireóforo, un estegosáurido, se muestran vértebras y fragmentos de placas, siendo estos los únicos restos citados en Castilla y León.
Baryonyx ("garra pesada") un gran dinosaurio carnívoro espinosáurido, es uno de los pocos dinosaurios piscívoros conocidos, con un hocico largo y bajo, mandíbulas estrechas de aspecto cocodriliano, llenas de dientes finamente aserrados, y garras curvas y afiladas  para ayudarle a cazar sus presas.  El primer ejemplar fue encontrado en Inglaterra en los años 80 del siglo XX; los huesos del Museo de Dinosaurios, como los de la mano y el cráneo, vienen a completar la parte del esqueleto que no se recuperó en el descubrimiento inglés. Otros colmillos afilados y aserrados, pertenecen a carnívoros como los alosáuridos y dromeosáuridos.
Restos de iguanodontoideos, pacíficos fitófagos que formaban manadas, caracterizado por su pulgar convertido en espolón defensivo.
Restos los saurópodos, los gigantes de la era Mesozoica. Puede admirarse un metatarso (hueso del pie) en forma de "T" de un dinosaurio saurópodo que sobrepasaría los 25 metros de longitud. Uno de los hallazgos más importantes es un dinosaurio rebaquisáurido, Demandasaurus darwini, con un fémur de 1.10 metros de longitud, así como los dos isquiones (huesos de la cadera), vértebras caudales, costillas e incluso restos craneales y dientes. Los rebaquisáuridos eran abundantes en las actuales África y América del Sur, por lo que este yacimiento burgalés es excepcional en Europa. Otro saurópodo gigante, de 35 toneladas de peso, es el holotipo Europatitan eastwoodi, un Titanosauriforme de cuello extremadamente largo. Las vértebras cervicales son notables por su neumatización extrema y por la gran longitud de su centro vertebral que llega a ser de 114 centímetros. Europatitan ofrece nueva información sobre la dispersión inicial de los Sonfospóndilos en el Cretácico Inferior de Laurasia que podría haber tenido lugar en Europa. 
Se pueden ver otros fósiles de especies únicas en el mundo: los de un lagarto denominado Arcanosaurus ibericus (pariente del actual "dragón de Komodo") y una tortuga terrestre denominada Larachelus morla.
Restos de cocodrilos, tortugas, peces y moluscos que completan la fauna mesozoica del sureste burgalés. De entre los restos de peces recuperados destaca un Lepidotes que conserva el brillo de sus escamas rómbicas.  
La colección de vegetales fósiles muestra la exuberante cobertura vegetal de tipo subtropical que formó parte del paisaje y de la dieta de los dinosaurios. El Museo de Salas cuenta con ejemplares únicos en la península ibérica como son los tallos de helechos arborescentes, troncos de benetitales (“palmeras enanas”), troncos y piñas de coníferas e incluso pólenes microscópicos perfectamente conservados.
La colección contiene una sección de arqueología con piezas de épocas prehistóricas e históricas que nos permiten conocer los diferentes grupos humanos y culturas que ocuparon el sureste burgalés.

## Ruta Tierra de Dinosaurios
La ruta Tierra de Dinosaurios está formada por una serie de yacimientos de icnitas (huellas fósiles) de dinosaurios que se localizan el sureste de la provincia de Burgos. Esta ruta paleontológica comienza en Quintanilla de las Viñas (yacimiento de Las Sereas 7, donde se ha descrito la nueva icnoespecie Iniestapodus burgensis) Mambrillas de Lara (yacimiento La Pedraja), continúa por Salas de los Infantes (yacimiento Costalomo) y llega hasta Regumiel de la Sierra (yacimiento El Frontal).
Los yacimientos citados formaron parte de la candidatura a Patrimonio Mundial IDPI (Icnitas de Dinosaurios de la Península Ibérica), promovida por España y Portugal. Están declarados Bien de Interés Cultural, lo que les otorga un estatus de protección especial. Han sido objeto de excavaciones y procesos de limpieza, consolidación y puesta en valor.